# دارودسته‌های نیویورکی
دارودسته‌های نیویورکی (انگلیسی: Gangs of New York) فیلمی آمریکایی در ژانر درام تاریخی حماسی و به کارگردانی مارتین اسکورسیزی است که در ۲۰۰۲ منتشر شد. فیلم‌نامهٔ این فیلم را جی کاکس، استیون زایلیان و کنت لونرگان بر پایهٔ کتاب به همین نام اثر سال ۱۹۲۷ نوشته‌اند. اسکورسیزی ۲۰ سال را صرف توسعهٔ این پروژه کرد و درنهایت هاروی واینستین و کمپانی تولیدی‌اش، میرامکس فیلمز حق انتشار اقتباس از کتاب را در سال ۱۹۹۹ به دست آوردند. بازیگران اصلی این فیلم لئوناردو دی‌کاپریو، دنیل دی-لوئیس و کامرون دیاز هستند و جیم برودبنت، جان سی ریلی، هنری توماس، استیون گراهام، ادی مارسن و برندن گلیسون در نقش‌های مکمل حضور دارند. داستان فیلم در دههٔ ۱۸۶۰ جریان دارد و گروهی از مهاجران ایرلندی را روایت می‌کند که در اعتراض به دستمزدهای پایین ناشی از هجوم برده‌های آزادشده و تهدید به سربازگیری، اعتراض می‌کنند.
دارودسته‌های نیویورکی در چینه‌چیتا، رم و لانگ آیلند سیتی ساخته شد. این فیلم تا سال ۲۰۰۱ تکمیل شد اما اکران آن به دلیل حملات ۱۱ سپتامبر به تعویق افتاد. این فیلم در ۲۰ دسامبر ۲۰۰۲ در ایالات متحده اکران شد و بیش از ۱۹۳ میلیون دلار در سراسر جهان فروخت. دارودسته‌های نیویورکی با نقدهای مثبتی همراه بود و نقش‌آفرینی دی-لوئیس در فیلم ستایش شد. این فیلم در هفتاد و پنجمین دوره جوایز اسکار نامزد دریافت ده جایزه از جمله بهترین فیلم، بهترین کارگردانی برای اسکورسیزی و بهترین بازیگر مرد برای دی-لوئیس شده بود.

## داستان
در خلال جنگ‌های آمریکا طی سالهای ۱۸۴۰ تا ۱۸۵۲، شهر نیویورک بر اثر جنگ‌های بین آمریکایی‌های بومی و ایرلندی‌های مهاجر به کوره‌ای داغ از آتش مبدل شده‌است.
بیل کاتینگ قصاب (با بازی دانیل دی-لوئیس) سر دسته آمریکایی‌ها حریف ایرلندی خود کشیش والن (با بازی لیام نیسون) که سردسته گروهی ایرلندی به نام خرگوش‌های مرده‌است را می‌کشد و آمریکایی‌ها پیروز می‌شوند. بعد از گذشت شانزده سال پسر کشیش، آمستردام (با بازی لئوناردو دی کاپریو) به نیویورک بازمی‌گردد تا از بیل به خاطر مرگ پدرش انتقام بگیرد. آمستردام ابتدا به عنوان دوستی وارد محفل او می‌شود ولی بعد به خاطر خیانت دوستش هویتش آشکار می‌شود. حالا او و جنی (با بازی کامرون دیاز) دوباره با کمک بازماندگانی از جنگ گذشته در حال جمع کردن گروه خرگوش‌های مرده برای دومین بار هستند.

## جوایز
- کاندیدای اسکار بهترین موسیقی
- کاندیدای اسکار بهترین تدوین
- کاندیدای اسکار بهترین صدا
- کاندیدای اسکار بهترین طراحی لباس
- کاندیدای اسکار بهترین طراحی هنری
- کاندیدای اسکار بهترین فیلمبرداری
- کاندیدای اسکار بهترین فیلمنامه غیر اقتباسی
- کاندیدای اسکار بهترین کارگردانی
- کاندیدای اسکار بهترین فیلم
- کاندیدای اسکار بهترین بازیگر نقش اول مرد

گلدن گلوب:
- برنده بهترین کارگردانی
- کاندیدای بهترین فیلم
- کاندیدای بهترین بازیگر نقش اول برای دانیل دی-لوئیس
- کاندیدای بهترین بازیگر نقش مکمل زن برای کامرون دیاز

بفتا:
- کاندیدای بهترین کارگردانی
- کاندیدای بهترین فیلم‌برداری
- کاندیدای بهترین طراحی تولید
- کاندیدای بهترین فیلم
- کاندیدای بهترین آرایش مو
- کاندیدای بهترین ویرایش
- کاندیدای بهترین موسیقی
- کاندیدای بهترین طراحی صحنه
- کاندیدای بهترین فیلم نامه ارجینال
- برنده بهترین بازیگر نقش اول مرد برای دانیل دی-لوئیس

## بازیگران
- آمستردام والن…لئوناردو دی کاپریو
- بیل کاتینگ/ویلیام پول…دانیل دی-لوئیس
- جنی اوردین…کامرون دیاز
- جانی…هنری توماس
- کشیش والن…لیام نیسون
- مک گالان…گری لوئیس
- آقای لگری…جووانی لومباردو رادیچه